# Lauingen (Königslutter)
Lauingen bzw. Lauingen am Elm ist ein Ortsteil der Stadt Königslutter am Elm im Landkreis Helmstedt mit 840 Einwohnern.

## Geographie
Lauingen liegt am Nordrand des Elm in der Hügellandschaft zwischen Elm und den Naturschutzgebieten Rieseberg und Rieseberger Moor. Der landwirtschaftlich geprägte Ort wird von der Lauinger Mühlenriede durchflossen. Im Süden begrenzt die Bahnstrecke Braunschweig–Magdeburg den Ort und führt unmittelbar an der höchsten Erhebung Renzelberg vorbei.
Die Landschaft gehört naturräumlich zum Dormhügelland, einer Untereinheit des Ostbraunschweigischen Hügellands, dessen Böden hier zwischen lösshaltigen Ackerböden und denen mit hohem Sandanteil schwanken.

## Geschichte
Lauingen wurde im Jahre 854 erstmals urkundlich erwähnt und gehört damit zu den ältesten Ortschaften in der Umgebung. Um 1220 wurde der Ort Loiwinke und um 1280 Lowinge genannt. Die Edelherren von Meinersen waren hier begütert. Sie gaben um 1220 vier Hufen als Lehen an Heinrich von Schoderstedt. Um 1280 als Lehen 1½ Hufen an Ludolf von Frellstedt sowie zwei Hufen an Lippold von Wendhausen.
Am 1. März 1974 wurde Lauingen in die Stadt Königslutter am Elm eingegliedert.

## Politik

### Bürgermeister
Seit 2011 ist Michaela Römmler (SPD) die Ortsbürgermeisterin. Stellvertreter ist Sven Müller. Vor 2011 war Klaus Dieter Schaper Ortsbürgermeister.

### Ortsrat
Bei den Ortsratswahlen in Lauingen traten am 12. September 2021 die SPD, die AfD und die beiden Einzelwahlvorschläge Renneberg und Albrecht an.
| Parteien und Wählergemeinschaften | Parteien und Wählergemeinschaften       | % 2021  | Sitze 2021 | % 2016  | Sitze 2016 |
| SPD                               | Sozialdemokratische Partei Deutschlands | 74,38   | 5          | 61,55   | 4          |
|                                   | Einzelwahlvorschlag Renneberg           | 13,81   | 1          | -       | -          |
|                                   | Einzelwahlvorschlag Albrecht            | 6,69    | 1          | -       | -          |
| AfD                               | Alternative für Deutschland             | 5,12    | -          | -       | -          |
| gesamt                            | gesamt                                  | 100     | 7          | 100     | 9          |
| Wahlbeteiligung in %              | Wahlbeteiligung in %                    | 71,64 % | 71,64 %    | 69,41 % | 69,41 %    |

### Wappen
Das Wappen wurde am 21. August 1981 offiziell angenommen. Der zweiblättrige Spross stellt die nach dem großen Reformator und Freund Martin Luthers Johannes Bugenhagen benannte und unter Denkmal- und Naturschutz stehende Bugenhagenlinde in Lauingen dar. Der Berg im Wappen geht zurück auf den nahen Renzelberg. Die Pflugschar im Wappen symbolisiert die im Ort vorherrschende Landwirtschaft.

## Wirtschaft und Infrastruktur

### Freiwillige Feuerwehr
Lauingen verfügt seit Juni 1875 über eine Freiwillige Feuerwehr. Nachdem über viele Jahrzehnte ein Gebäude an der Kornstraße Ecke Brückentor als Feuerwehrhaus diente, wurde Anfang um die Jahrtausendwende ein neues und modernes errichtet.

### Öffentliche Einrichtungen
Des Weiteren gibt es vor Ort sowohl einen Kindergarten als auch eine Grundschule, die seit 2008 aufgrund sinkender Schülerzahlen eine Außenstelle der Grundschule Königslutter am Elm ist. Das aktuell noch genutzte Schulgebäude wurde in der Nachkriegszeit errichtet und in den späten 1980er Jahren aufgrund gestiegener Schülerzahlen um zwei Klassenräume, ein Lehrerzimmer und weitere Räume erweitert. Zuvor gab es nur zwei Klassenräume. Das alte Schulgebäude befindet sich gegenüber der Kirche und wird mittlerweile als Wohnhaus genutzt.

### Kirche
Im Zentrum des Dorfes befindet sich die evangelisch-lutherische Kirche mit Kreuzgrundriss, die 1875/1876 errichtet wurde, um den gestiegenen Platzbedürfnissen gerecht zu werden. Um die Kirche herum befindet sich der ehemalige Friedhof, der aber bereits vor Längerem an den südlichen Ortseingang verlegt wurde.